# Rezolucja Rady Bezpieczeństwa ONZ nr 1659
Rezolucja Rady Bezpieczeństwa ONZ nr 1659 została uchwalona 15 lutego 2006 podczas 5374. posiedzenia Rady.
Rezolucja ma charakter wyłącznie polityczny i stanowi życzliwą odpowiedź Rady na rozpoczęcie akcji Afghanistan Compact, o czym minister spraw zagranicznych Afganistanu powiadomił sekretarza generalnego w liście z 6 lutego.